# Takashi Fukunishi
Takashi Fukunishi (Niihama, Prefectura d'Ehime, Japó, 1 de setembre de 1976) és un exfutbolista japonès.

## Selecció japonesa
Takashi Fukunishi va disputar 64 partits amb la selecció japonesa.